# Tursunbai Bakir uulu
Tursunbai Bakir uulu (russisch und kirgisisch Турсунбай Бакир уулу; * 17. März 1958 in Kara-Suu, Kirgisische SSR, Sowjetunion; heute Oblus Osch, Kirgisistan) ist ein kirgisischer Politiker und ehemaliger Abgeordneter im Dschogorku Kengesch, dem kirgisischen Parlament. Bei den Präsidentschaftswahlen 2000 und 2005 kandidierte er jeweils erfolglos für das Amt des Präsidenten der Kirgisischen Republik.

## Leben
Bakir uulu wurde in Kara-Suu im heutigen Oblus Osch an der Grenze zu Usbekistan geboren. Nach dem Abschluss seiner Schullaufbahn nahm er im Jahr 1979 ein Studium der Geschichtswissenschaft an der Staatlichen Universität in Bischkek auf und graduierte dort im Jahr 1984. Von 1987 bis 1990 studierte er Philosophie an der Nationalen Taras-Schewtschenko-Universität Kiew.

### Einzug ins Parlament und erste Präsidentschaftskandidatur
Nach der Unabhängigkeit Kirgisistans im Zuge des Zerfalls der Sowjetunion kehrte er nach Kirgisistan zurück und wurde dort Vorsitzender der Partei Erkin Kirgisistan, die im Oktober 1991 als nationalistische Oppositionspartei gegen Präsident Askar Akajew gegründet worden war. Bei der Parlamentswahl 1995 zog Bakir uulu erstmals in das kirgisische Parlament ein. Während der fünfjährigen Legislaturperiode nach der Parlamentswahl wurde Bakir uulu Vorsitzender der Menschenrechtskommission und spielte in dieser Funktion eine wichtige Rolle im Batken-Konflikt, wo er als Verhandlungsführer die Freilassung sämtlicher Geiseln der islamistischen Islamischen Bewegung Usbekistans erwirken konnte.
Nachdem Bakir uulu bei der Parlamentswahl 2000 als Abgeordneter im kirgisischen Parlament bestätigt worden war, kündigte er seine Kandidatur bei der Präsidentschaftswahl am 29. Oktober 2000 an. Die Präsidentschaftswahl gewann Amtsinhaber Akajew mit über 74 % der abgegebenen Stimmen, während Bakir uulu lediglich 18.774 Stimmen und damit weniger als ein Prozent der abgegebenen Stimmen auf sich vereinen konnte. Am 21. November 2002 wurde Bakir uulu von den Abgeordneten des kirgisischen Parlaments zum ersten Ombudsmann in der kirgisischen Geschichte gewählt und bekleidete das Amt daraufhin bis 2007. Darüber hinaus äußerte Bakir uulu immer wieder Kritik an der Politik von Präsident Akajew. Unter anderem kritisierte er die Nutzung der Manas Air Base durch die United States Air Force im Krieg in Afghanistan und die Verhaftung des Oppositionspolitikers Felix Kulow. Außerdem kritisierte er die Bekämpfung der islamistischen Bewegung Hizb ut-Tahrir in Zentralasien, da keine Beweise für Gewalttaten durch Mitglieder von Hizb ut-Tahrir vorlägen.

### Zweite Präsidentschaftskandidatur und erneuter Einzug ins Parlament
Nach der Tulpenrevolution in Kirgisistan bewarb sich Bakir uulu bei der Präsidentschaftswahl 2005 um die Nachfolge Präsident Akajews. Im Vorfeld der Wahl forderte er eine stärkere Rolle des Islams im politischen Systems Kirgisistans und die Aufhebung der Gewaltenteilung zugunsten einer dominanten Stellung des Präsidenten. Bei der Wahl am 10. Juli unterlag er Felix Kulow, der knapp 89 % der abgegebenen Stimmen erhielt, während Bakir uulu mit 3,93 % die zweitmeisten Stimmen erhielt.
Nachdem 2007 seine Amtszeit als Ombudsmann geendet und er bei der Parlamentswahl 2005 kein neues Mandat erhalten hatte, wurde Bakir uulu 2009 als Botschafter Kirgisistans nach Malaysia entsandt. Im gleichen Jahr fiel Bakir uulu erstmals öffentlich mit einer israelfeindlichen Aktion auf, als er versuchte, bei einer Protestaktion die Flagge Israels zu verbrennen. Am 4. August 2014 zerriss Bakir uulu bei einer Pressekonferenz eine israelische Flagge, woraufhin der Botschafter Israels eine Protestnote an das kirgisische Außenministerium richtete.
Nach einem einjährigen Aufenthalt in Malaysia kandidierte Bakir uulu bei der Parlamentswahl 2010 für die Partei Ar-Namys und zog zum dritten Mal in das kirgisische Parlament ein. Während der Legislaturperiode war Bakir uulu Mitglied im Ausschuss für internationale Angelegenheiten. Außerdem war er maßgeblich an der Erarbeitung eines Gesetzes gegen sogenannte ausländische Agenten beteiligt, das am 4. Juni 2015 vom kirgisischen Parlament verabschiedet wurde. Das Gesetz orientiert sich an einer vergleichbaren Regelung in Russland und ermöglicht unter anderem eine verstärkte Überwachung ausländischer Nichtregierungsorganisationen in Kirgisistan.

### Ausscheiden aus dem Parlament
Mit der Parlamentswahl 2015 endete Bakir uulus Mandat im kirgisischen Parlament. Im Vorfeld der Präsidentschaftswahlen 2017 und 2021 kündigte Bakir uulu jeweils seine Kandidatur an, die jedoch in beiden Fällen schließlich nicht zustande kam. Bei der Parlamentswahl 2020 kandidierte Bakir uulu für die Partei Butun Kirgisistan, verpasste jedoch nach dem vorläufigen Wahlergebnis den erneuten Einzug in das Parlament aufgrund seines zu schlechten Listenplatzes. Bereits vor der Wahl hatte es einen öffentlichen Disput über die Listenplatzvergabe zwischen dem Parteivorsitzenden Adachan Madumarow und Bakir uulu gegeben, nachdem dieser der Parteiführung vorgeworfen hatte, ihm einen besseren Listenplatz vorenthalten zu haben. In der Streitfrage entschied die Zentrale Wahlkommission schließlich gegen Bakir uulu. Da das Wahlergebnis im Zuge der Proteste in Kirgisistan 2020 annulliert wurde, verlor diese Tatsache allerdings ihre Relevanz.